# Variscourt
Variscourt is een gemeente in het Franse departement Aisne (regio Hauts-de-France) en telt 186 inwoners (2004). De plaats maakt deel uit van het arrondissement Laon.
De Gallische stam van de Remi had zijn oppidum in Condé-sur-Suippe, maar verhuisde in de loop van de 1e eeuw v.Chr. naar het 20 km zuidelijker gelegen Durocortorum (Reims). De archeologische site van Vieux-Reims heeft een oppervlakte van ongeveer 170 ha en ligt deels in Variscourt. De site werd beschermd als historisch monument in 1992.

## Geografie
De oppervlakte van Variscourt bedraagt 5,5 km², de bevolkingsdichtheid is 33,8 inwoners per km². De gemeente ligt aan de Aisne. Het Canal latéral à l'Aisne ligt in de gemeente.

## Verkeer en vervoer
In de gemeente ligt spoorwegstation Aguilcourt - Variscourt.
De onderstaande kaart toont de ligging van Variscourt met de belangrijkste infrastructuur en aangrenzende gemeenten.

## Demografie
Onderstaande figuur toont het verloop van het inwonertal (bron: INSEE-tellingen).
Vanwege een beveiligingsprobleem met de MediaWiki Graph-software is het momenteel niet mogelijk deze grafiek weer te geven. Zodra de software is bijgewerkt zal de grafiek vanzelf weer zichtbaar worden.